# Geldkapital
Unter Geldkapital (englisch monetary capital) versteht man in der Volkswirtschaftslehre die Verfügungsmöglichkeit über Geld zwecks Beschaffung von Investitionsgütern. Gegensatz ist das Sachkapital.

## Allgemeines
Mit Geldkapital werden Produktionsmittel und die zur Produktion erforderlichen Dienstleistungen bezahlt. Es stellt damit die Vorstufe zur Bildung von Sachkapital dar. Geldkapital kann für Investitionen, Geldvermögensbildung oder Konsum verwendet werden, so dass diese als Überführungsformen des Geldkapitals dienen. Geldkapital im engeren Sinne wird nur für Investitionszwecke gebildet.

## Karl Marx
In seinem bekanntesten Werk Das Kapital sprach Karl Marx 1894 von der „Verwandlung von Geldkapital in produktives Kapital“. Für ihn galten Kapital und Geldkapital als die zentralen Begriffe seiner Theorien. Dabei hat Marx den permanent beim Produktionsprozess stattfindenden Kapitalumschlag in seiner berühmten Formel
{\displaystyle {G}} – {\displaystyle {W}} – {\displaystyle {G_{1}}}
dargestellt.
Danach wird Geldkapital {\displaystyle G} zur Produktion in die „Warenform“ {\displaystyle W} überführt und das in der Warenform gebundene Kapital wird durch Veräußerung der hergestellten Waren wieder in die Geldform {\displaystyle G_{1}} zurückverwandelt, wobei der erlöste Geldbetrag {\displaystyle G_{1}} größer sein soll als das anfangs eingesetzte Geldkapital {\displaystyle G}. Ist idealerweise
{\displaystyle {G_{1}}>{G}},
spricht Marx vom Mehrwert.

## Arten
Zum Geldkapital zählen Bargeld (Banknoten, Münzen) in Form von Kassenbeständen, Buchgeld (Sicht-, Spar- und Termingelder) und geldähnliche Forderungen wie Wertpapiere (insbesondere Sparbriefe) der Nichtbanken gegenüber dem Bankensystem, unabhängig von der Quelle (Ersparnis, Unternehmensgewinn, Kredit), aus der es zur Verfügung steht.

## Geldkapitalbildung
Geldkapitalbildung (englisch formation of monetary capital) ist in der Geldtheorie die Entstehung von (Netto-)Forderungen des Nichtbankensektors gegenüber dem Bankensystem mit einer Laufzeit von mehr als zwei Jahren, die auf die Geldmenge eine expansive oder kontraktive Wirkung entfalten können. Die Deutsche Bundesbank versteht hierunter in ihrer Geldbestandsänderungsrechnung die Veränderung der langfristigen Forderungen der Nichtbanken gegenüber dem Bankensystem. Dazu fasst sie die nicht liquiden Aggregate „Einlagen mit vereinbarter Laufzeit von mehr als 2 Jahren (einschließlich Bauspareinlagen)“, „Einlagen mit vereinbarter Kündigungsfrist von mehr als 2 Monaten“ und „Schuldverschreibungen mit einer Laufzeit von mehr als 2 Jahren“ zusammen. Anlageformen unter 2 Jahren oder mit vereinbarter Kündigungsfrist von bis zu 2 Monaten rechnet die Bundesbank zur Geldmenge. Eine negative Korrelation deutet auf eine Substitutionsbeziehung zwischen Geldmengen- und Geldkapitalbildung hin. Es kann davon ausgegangen werden, dass die Geldkapitalbildung als Vorlauf einen Frühindikator für die Geldmengenentwicklung darstellt.